# Mordellistena consililis
Mordellistena consililis es una especie de coleóptero de la familia Mordellidae.

## Distribución geográfica
Habita en Fiyi.